# Herman Lay
Herman Warden Lay, né le 3 juin 1909 à Charlotte (Caroline du Nord), mort le 6 décembre 1982 à Dallas) est un homme d'affaires américain de Nashville (Tennessee) qui créa la société H.W. Lay Co., fusionnée par la suite dans le groupe Frito-Lay.
Herman Lay débuta comme conducteur-livreur à l'âge de 24 ans. Vendeur itinérant pour la société Barrett Food Company, il livrait des chips de pommes de terre à ses clients dans sa Ford modèle A. Son territoire s'agrandit progressivement et ses bénéfices augmentèrent. En 1934, il fonda la société H.W. Lay Distributing Company basée à Atlanta en Géorgie, qui jouait le rôle de distributeur pour la Barrett Food Products Company, et il commença à embaucher du personnel. En 1937, Herman Lay avait 25 employés, et il commença à produire sa propre gamme d'amuse-gueules.
En septembre 1961  la H.W. Lay & Company fusionna avec la société Frito, pour former sous le nom de Frito-Lay, la plus grande société des États-Unis dans le domaine de la commercialisation d'amuse-gueules et aliments de grignotage.
En 1965, Herman W. Lay, président et Chief executive officer de Frito-Lay, et Donald M. Kendall, président et Chief executive officer de Pepsi-Cola, fusionnèrent leurs deux sociétés pour former PepsiCo, Inc.. 
Herman Lay est mort en 1982 à l'âge de 73 ans.
La marque Lay's est encore l'une des principales marques de chips aux États-Unis 